# Alessandro Circati
Alessandro Circati, né le 10 octobre 2003 à Fidenza, est un footballeur international australien qui évolue au poste de défenseur central au Parma Calcio.

## Biographie

### Carrière en club
Né à Fidenza en Italie, Alessandro Circati grandit à Perth, en Australie, son père Gianfranco Circati, également footballeur professionnel, ayant effectué sa carrière entre Australie et Italie, à Parme et Perth entre autres,.
Alessandro Circati commence sa carrière professionnelle en National Premier Leagues, avec le Perth Glory Youth, équipe reserve du club de A-League.
En mars 2021, il est transféré au Parma Calcio, dont l'équipe fanion évolue alors en Serie A.
Dès la saison suivante, il intègre l'effectif professionnel du club qui vient tout juste d'être relégué en Serie B,.

### Carrière en sélection
Circati est international avec l'équipe d'Italie des moins de 20 ans,, étant ensuite également appelé avec l'équipe d'Italie espoirs.
En juin 2023, Circati est convoqué pour la première fois avec l'équipe senior d'Australie. Il honore sa première sélection le 18 octobre 2023.